# Boghiu Jacobs

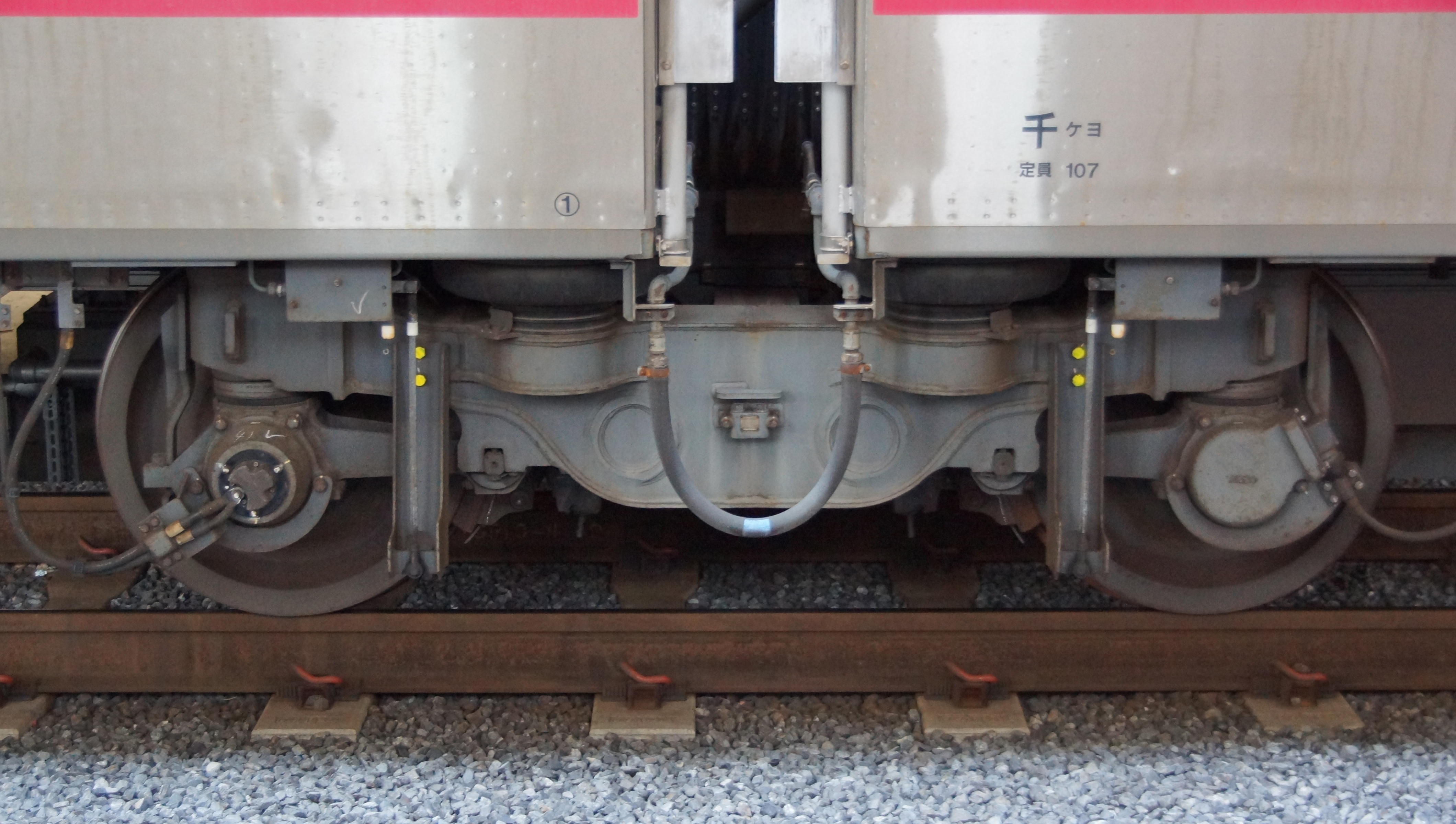
Boghiu Jacobs pe un tren electric JR East seria E331

Boghiul Jacobs (numit după Wilhelm Jakobs, 1858–1942, un inginer german de căi ferate) este un tip de boghiu pentru vehicule feroviare folosit în mod normal pe vagoanele articulate și tramvaie. Este folosit și pentru unele locomotive cu 3 boghiuri, precum cele din clasa EW din Noua Zeelandă.
În loc să se afle sub vagon, boghiurile Jacobs sunt plasate între 2 vagoane. Greutatea fiecărui vagon este împărțită pe tot boghiul. Acest aranjament oferă o călătorie mai lină fără greutate suplimentară. Anumite design-uri (de exemplu trenurile Talgo) folosesc boghiuri Jacobs modificate, cu doar două roți independente, eliminând vibrațiile de galop.
Avantajele acestui design țin de siguranță, deoarece e mai puțin probabil ca vagoanele să se strângă precum un acordeon în cazul unei deraieri dar și de o greutate și un preț redus și o poluare fonică mai mică, toate datorate reducerii numărului de boghiuri per tren. Principalul dezavantaj este reprezentat de faptul că vagoanele sunt legate semi-permanent și nu pot fi decuplate decât în ateliere specializate.
Un tip de boghiu inter-vagon este folosit și pe trenurile de mare viteză TGV. El diferă de boghiul Jakobs prin sistemul de prindere al vagonului: în cazul boghiului Jacobs fiecare vagon are un pivot separat cu două puncte de prindere, pe când la TGV este un singur pivot central peste care este un plasat un inel de care se prinde vagonul din spate.